# Álvaro Antón
Álvaro Antón Camarero (Pinilla de los Barruecos, Burgos, España, 28 de diciembre de 1983) es un exfutbolista español.

## Carrera
Debutó en las filas del Real Valladolid en la trigésimo octava jornada de  liga, en la primera división española, frente al Deportivo Alavés, en un partido que terminó con empate a uno. Jugó con el equipo pucelano durante tres temporadas en  segunda.
En la primera mitad de la temporada  07 / 08 sólo jugó en los partidos de Copa, así que en enero, el Real Valladolid decidió ceder al Racing Club de Ferrol, donde completó una muy buena 2ª vuelta marcando 6 goles.
La temporada siguiente, el equipo blanquivioleta decidió cederle al CD Numancia, donde debutó el 31 de agosto, en la segunda mitad que enfrentaba a los sorianos contra el FC Barcelona. En noviembre, en el partido que disputaba frente al Real Betis sufrió una lesión del ligamento cruzado anterior de la rodilla derecha, siendo operado y no pudiendo disputar lo que restaba de temporada.
En la temporada 2009- 2010, recuperado por completo de la grave lesión de la rodilla derecha y dispuesto a demostrar todo el fútbol que atesoraban sus botas, jugó de nuevo cedido, esta vez en el Recreativo de Huelva, debutando en competición oficial ante el Real Unión de Irún, partido que concluyó con victoria recreativista por 0-1.
Tras consumarse el descenso a Segunda División del Real Valladolid, los blanquivioletas le repescaron, con lo cual, el burgalés jugó la temporada 2010/2011 en el Real Valladolid en Segunda División. 
Ha jugado en Primera con el Valladolid y el Numancia, y también estuvo cedido en el Racing de Ferrol (2007), en Segunda A, y en el Recreativo de Huelva (2010). 
En julio de 2011 firma con el FC Cartagena. El objetivo del club para la temporada 2011/2012 es el del ascenso a la Primera División, si bien un mal inicio de campaña hace que se cambien los objetivos y se pase a luchar por la permanencia en Segunda División.  El jugador disputa gran parte de la temporada de titular y como el resto del equipo se muestra muy irregular, lo que hace que a falta de dos jornadas se consume el descenso de la plantilla más cara en las 18 temporadas que el fútbol cartagenero disputó hasta la fecha en Segunda División (15 con el Cartagena FC y 3 con el FC Cartagena). Finaliza la campaña con 32 partidos disputados y 4 goles.
Para la temporada 2012/2013 fichó por el Club Deportivo Guadalajara (España), club de la Segunda División dónde cuajó una muy buena temporada.
Al consumarse el descenso administrativo del Guadalajara, ficha por el Recreativo de Huelva para la campaña 2013-2014. El Recreativo descendió esa temporada, con lo que Álvaro Antón encadenó su tercer descenso consecutivo en la Segunda División. En julio de 2015 ficha por la SD Ponferradina.
La Ponferradina acaba descendiendo a la Segunda División B, una mala temporada del equipo blanquiazul.
En agosto del 2016, ficha por él equipo de su tierra él Burgos C.F.

## Clubes y estadísticas
| Club                               | Categoría                      | Año        | Partidos | Goles |
| ---------------------------------- | ------------------------------ | ---------- | -------- | ----- |
| Real Valladolid                    | Primera División               | 2002-2003  | 1        | 0     |
| Real Valladolid                    | Segunda División               | 2004-2005  | 18       | 3     |
| Real Valladolid                    | Segunda División               | 2005/2006  | 25       | 4     |
| Real Valladolid                    | Segunda División               | 2006-2007  | 21       | 2     |
| Real Valladolid                    | Primera División               | 2007-2008  | 0        | 0     |
| Racing de Ferrol (cedido)          | Segunda División               | 2007-2008  | 21       | 6     |
| CD Numancia (cedido)               | Primera División               | 2008/2009  | 7        | 0     |
| Recreativo de Huelva (cedido)      | Segunda División               | 2009-2010  | 32       | 5     |
| Real Valladolid                    | Segunda División               | 2010-2011  | 32       | 1     |
| FC Cartagena                       | Segunda División               | 2011-2012  | 32       | 4     |
| CD Guadalajara                     | Segunda División               | 2012-2013  | 41       | 8     |
| Recreativo de Huelva               | Segunda División               | 2013-2014  | 31       | 3     |
| Recreativo de Huelva               | Segunda División               | 2014-2015  |          |       |
| S.D. Ponferradina                  | Segunda División               | 2015-2016  |          |       |
| Burgos C.F.                        | Segunda División "B" de España | 2016-2017  |          |       |
| CD Toledo                          | Segunda División "B" de España | 2017- 2021 |          |       |
| Actualizado a 19 de julio de 2021. |                                |            |          |       |